# Odd Lundberg
Odd Harald Lundberg (ur. 3 października 1917 w Brandbu, zm. 8 marca 1983 w Oslo) – norweski łyżwiarz szybki, dwukrotny medalista olimpijski i trzykrotny medalista mistrzostw świata.

## Kariera
Tuż po II wojnie światowej należał do światowej elity. Podczas igrzysk olimpijskich w Sankt Moritz w 1948 roku zdobył srebrny medal w biegu na 5000 m i brązowy na 1500 m. Na dłuższym dystansie uległ jedynie swemu rodakowi, Reidarowi Liaklevowi, a na krótszym wyprzedzili go Norweg Sverre Farstad i Szwed Åke Seyffarth. Na tych samych igrzyskach był też siódmy w biegu na 10 000 m. W 1948 roku zdobył też złoty medal podczas wielobojowych mistrzostw świata w Helsinkach. Na rozgrywanych rok później mistrzostwach świata w Oslo był drugi w tej samej konkurencji, a podczas mistrzostw świata w Eskilstunie zajął trzecie miejsce. Charakteryzował się sportową długowiecznością – w międzynarodowych zawodach brał udział jeszcze w 1958 roku, a ostatni raz w mistrzostwach Norwegii wystartował w 1961 roku, w wieku 43 lat.
Ustanowił 10 rekordów świata.

### Mistrzostwa świata
- Mistrzostwa świata w wieloboju
  - złoto – 1948
  - srebro – 1950
  - brąz – 1949